# Sőreg (település)
Sőreg (szlovákul Šurice) község Szlovákiában, a Besztercebányai kerület Losonci járásában.

## Fekvése
Fülektől 9 km-re, délkeletre található.

## Története
A régészeti leletek tanúsága szerint területén már a kőkorszakban emberi település volt.[forrás?]
A települést a 13. század elején alapították, 1219-ben "Seureg" néven említik először[forrás?]. A 13. század második felében a Kazaiak szerezték meg. 1427-ben "Sewrugh" a neve, birtokosa pedig a Lórántffy család. Később Sőregalja (1450: "Sewreghalya") néven szerepelt. A 16. században a Bornemissza, a 18. században a Fáy és Madarassy család birtoka volt. A 16.-17. században a falu a hódoltsághoz tartozott és csaknem elnéptelenedett. Lakosságát tovább tizedelték a kuruc háborúk és a pestisjárványok. Különösen az 1740-es pestis pusztított el sok embert a községben. 1828-ban 65 házában 560 lakos élt, akik főként mezőgazdasággal foglalkoztak. Az 1873-ban pusztító kolerának sok lakos esett áldozatul. 1893-ban nagy szárazság, 1898-ban pedig nagy tűzvész pusztított.
A bolondóci várjobbágyok a Sőreg melletti Dánoskő hegyét az 1241-es tatárjárás alatt saját költségükön megerősítették és a tatárok ellen ott eredményesen védekeztek. Az ekkor még csak sebtében emelt falakat a 13. század végén a Rátót nembeli Kakas lovászmester, a kazai Kakas család őse építtette várrá. Először 1341-ben említik, de 1385-ben már nem szerepel. Nyoma is alig maradt a falu feletti hatalmas sziklaszirten. Ma a hegyet Bagolyvárnak nevezik.
Vályi András szerint "SŐREG. Magyar falu Gömör Várm. földes Urai több Uraságok, lakosai külömbfélék, fekszik Rimaszombathoz nem meszsze; határja közép termésű, legelője elég van."
Fényes Elek szerint "Sőregh, magyar falu, Gömör és Kis-Honth egyesült vgyékben, Hajnácskőhöz 3/4 órányira: 593 kath. lak., paroch. templommal. F. u. többen. Ut. p. Rimaszombat."
Gömör-Kishont vármegye monográfiája szerint "Söreg, a fülek-miskolczi vasútvonal mentén fekvő magyar kisközség, körjegyzőségi székhely, 160 házzal és 795, nagyobbára róm. kath. vallású lakossal. Szintén ősrégi község, melyről már a pápai tizedszedők jegyzéke szól Surek alakban. 1427-ben neve Sowregh és Sewrugh formában tűnik elő s maga a falu a Lórántffiak birtoka. A Lórántffi örökösök után idővel a Madarassy és a Botta családok lettek az urai, most pedig Madarassy Gyulának, és Bornemisza Istvánné szül. Ragályi Etelkának van itt nagyobb birtoka és mindkettőnek régi kúriája; ezért a mult század közepe táján Madarassy Lajos építtette, amazét pedig a mult század elején Madarassy Antal. Ez a két úrilak Gortva pusztán van, mely ma ugyan Söreghez tartozik, hajdan azonban külön község volt s szintén már a pápai tizedszedők jegyzékében van említve, sőt 1427-ben is említik Gowrthwa néven. Söreg község katholikus temploma 1867-ben épült. Postája, távírója és vasúti állomása Ajnácskő."
A trianoni békeszerződésig Gömör-Kishont vármegye Feledi járásához tartozott. 1938 és 1944 között újra Magyarország része.

## Népessége
| Év:            | 1994. | 2004.    | 2014.   | 2024.    |
| -------------- | ----- | -------- | ------- | -------- |
| Emberek száma: | 572   | 513      | 516     | 455      |
| Eltérés:       |       | -10,31 % | +0,58 % | -11,82 % |

| Év:            | 2023. | 2024.   |
| -------------- | ----- | ------- |
| Emberek száma: | 454   | 455     |
| Eltérés:       |       | +0,22 % |

A falunak 1910-ben 795, túlnyomórészt magyar anyanyelvű lakosa volt.
2011-ben 481 lakosából 390 magyar és 62 szlovák volt.

## Neves személyek
- Itt tanult Iveta Kaczarová régész, múzeumigazgató.
- Itt ásatott Nyáry Jenő ősrégész, barlangkutató.

## Nevezetességei

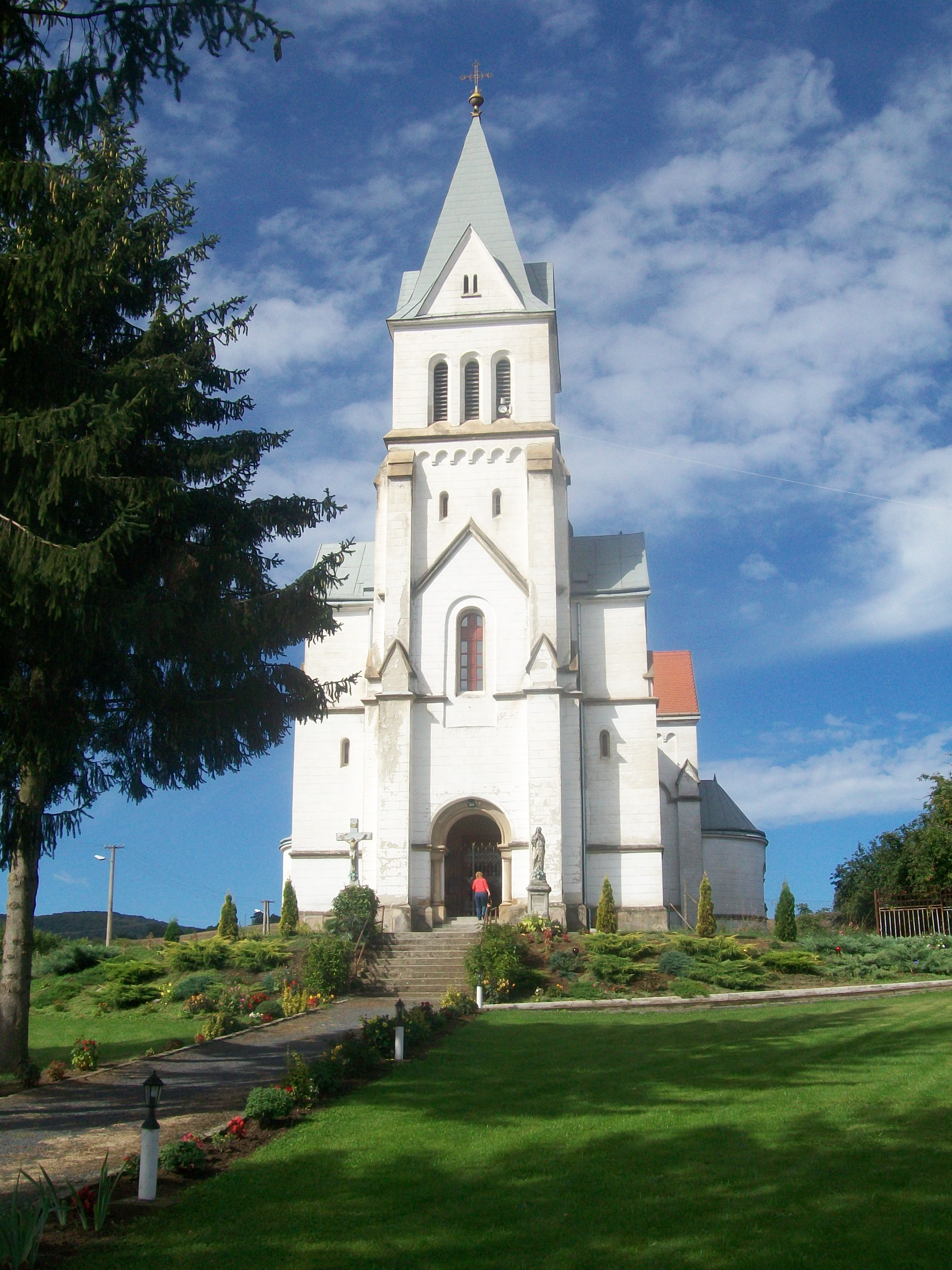
Szent Mihály templom
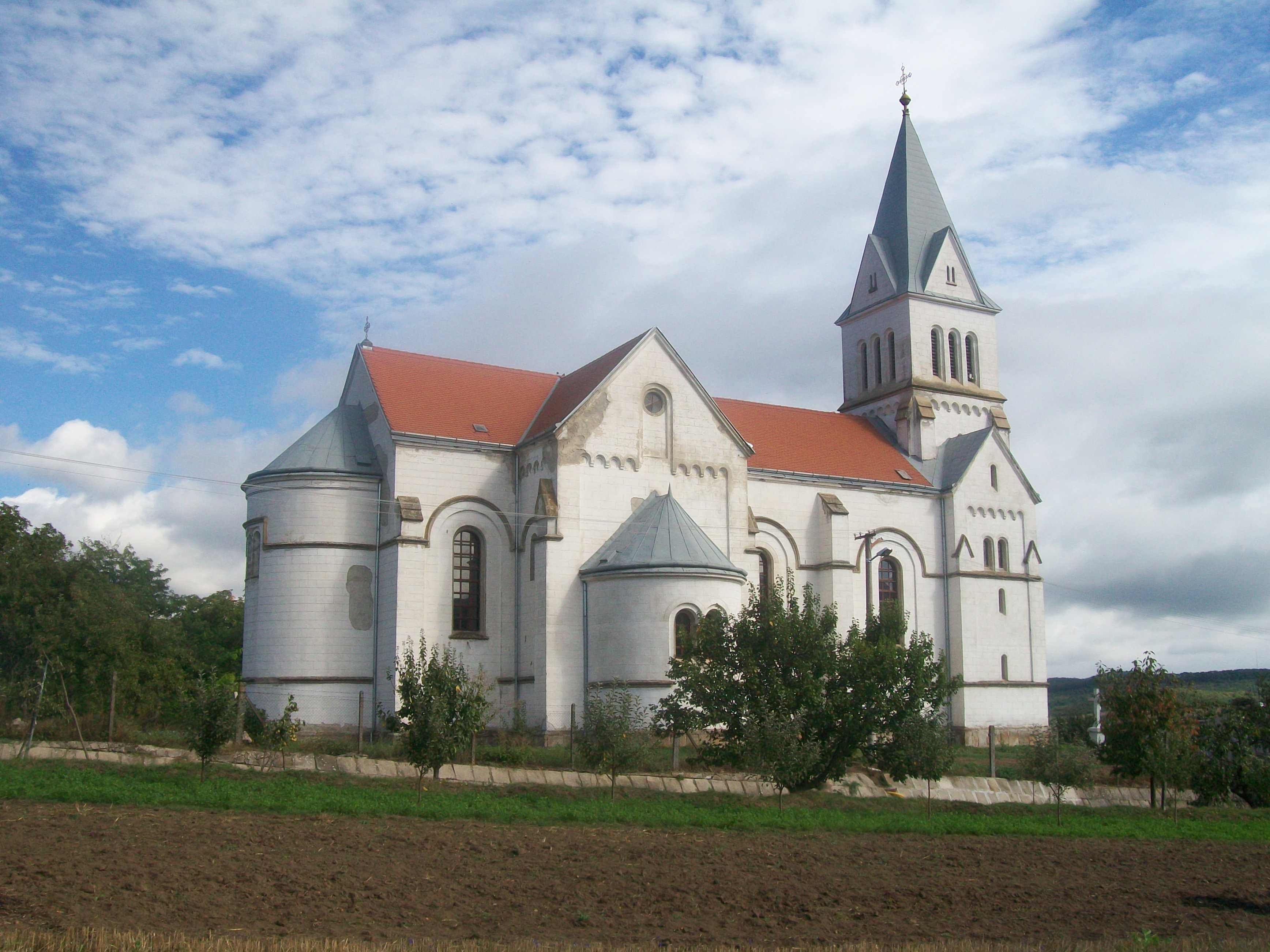
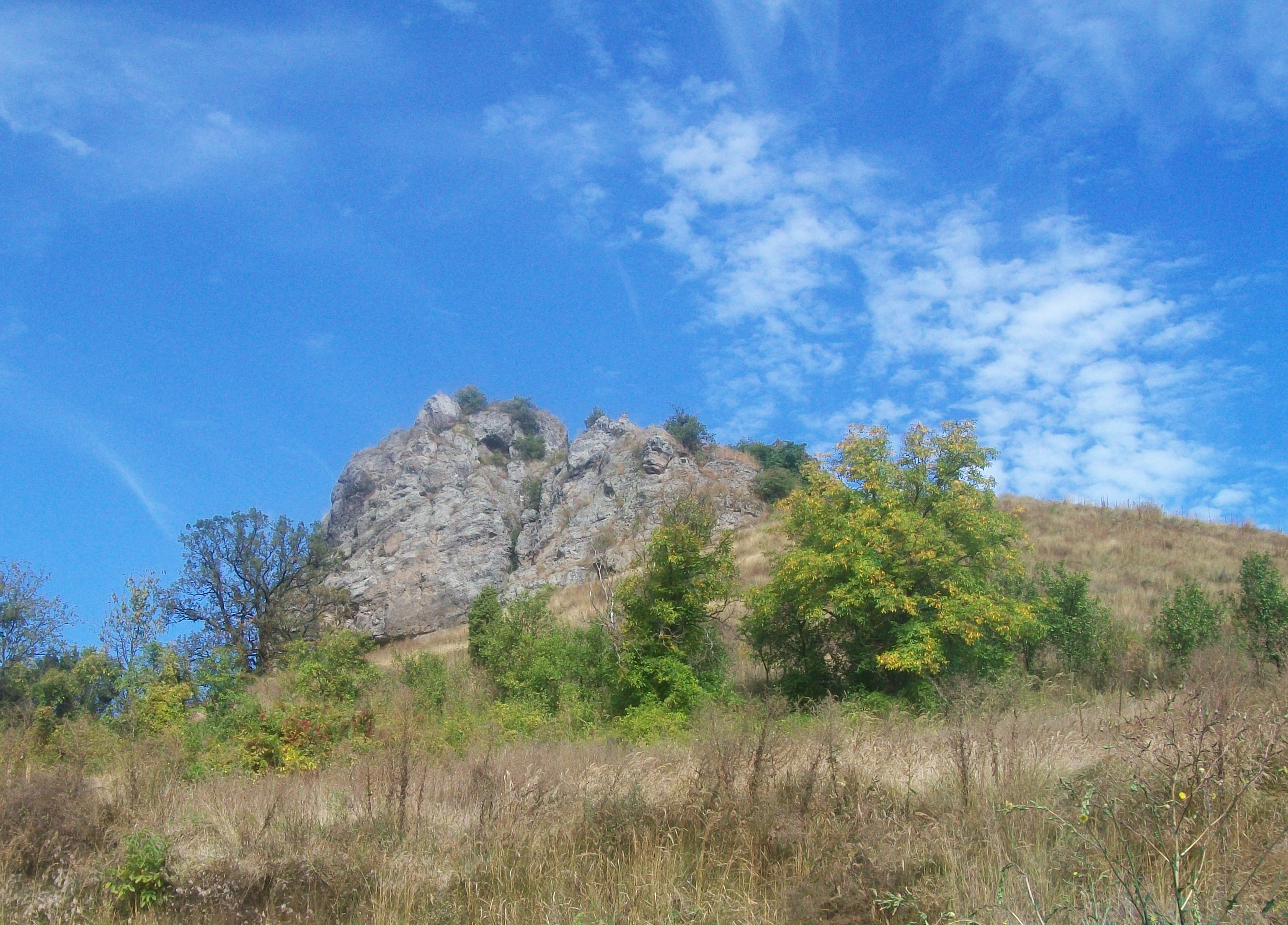
Bagolyvár
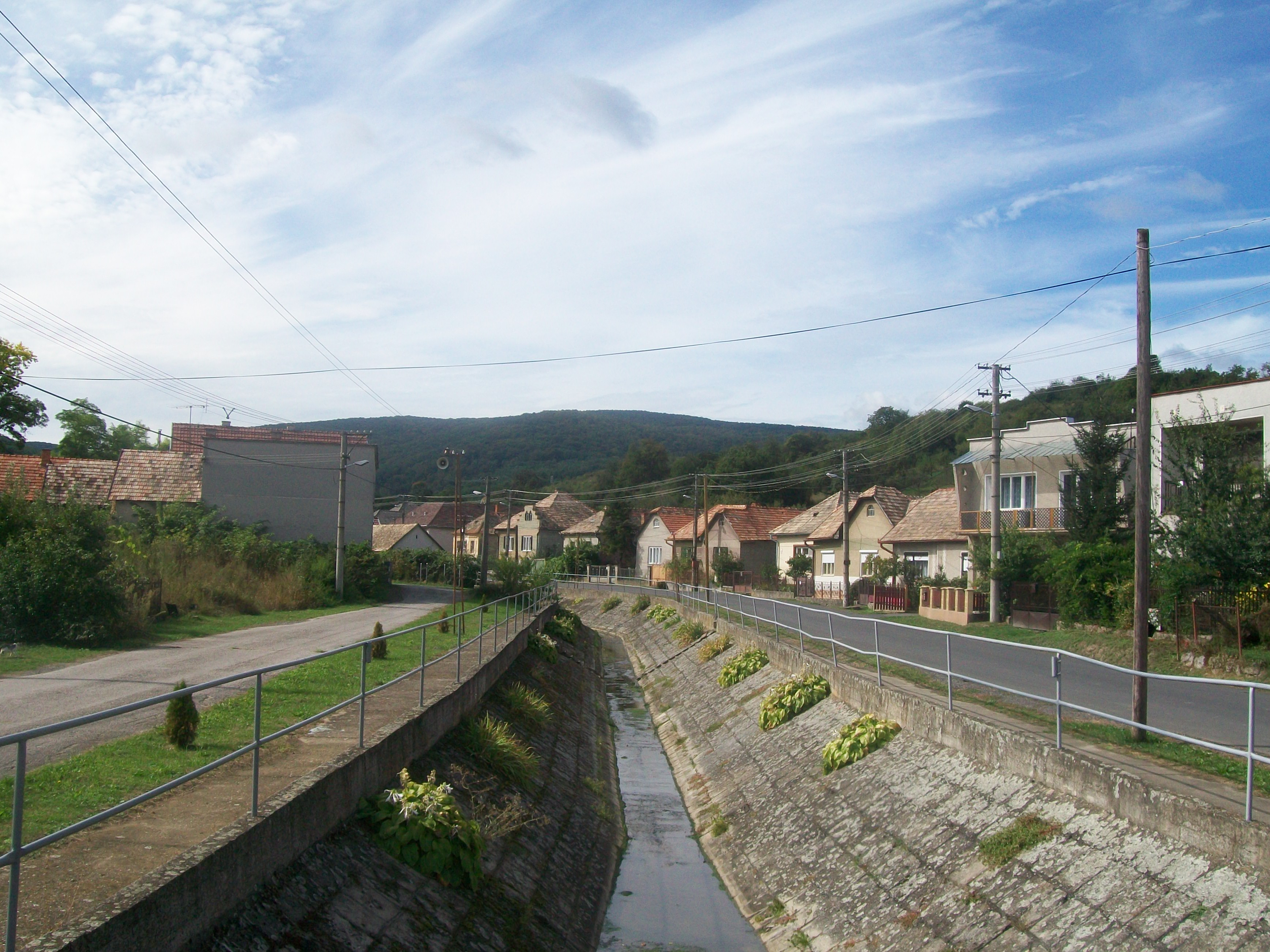
Csomatelke patak
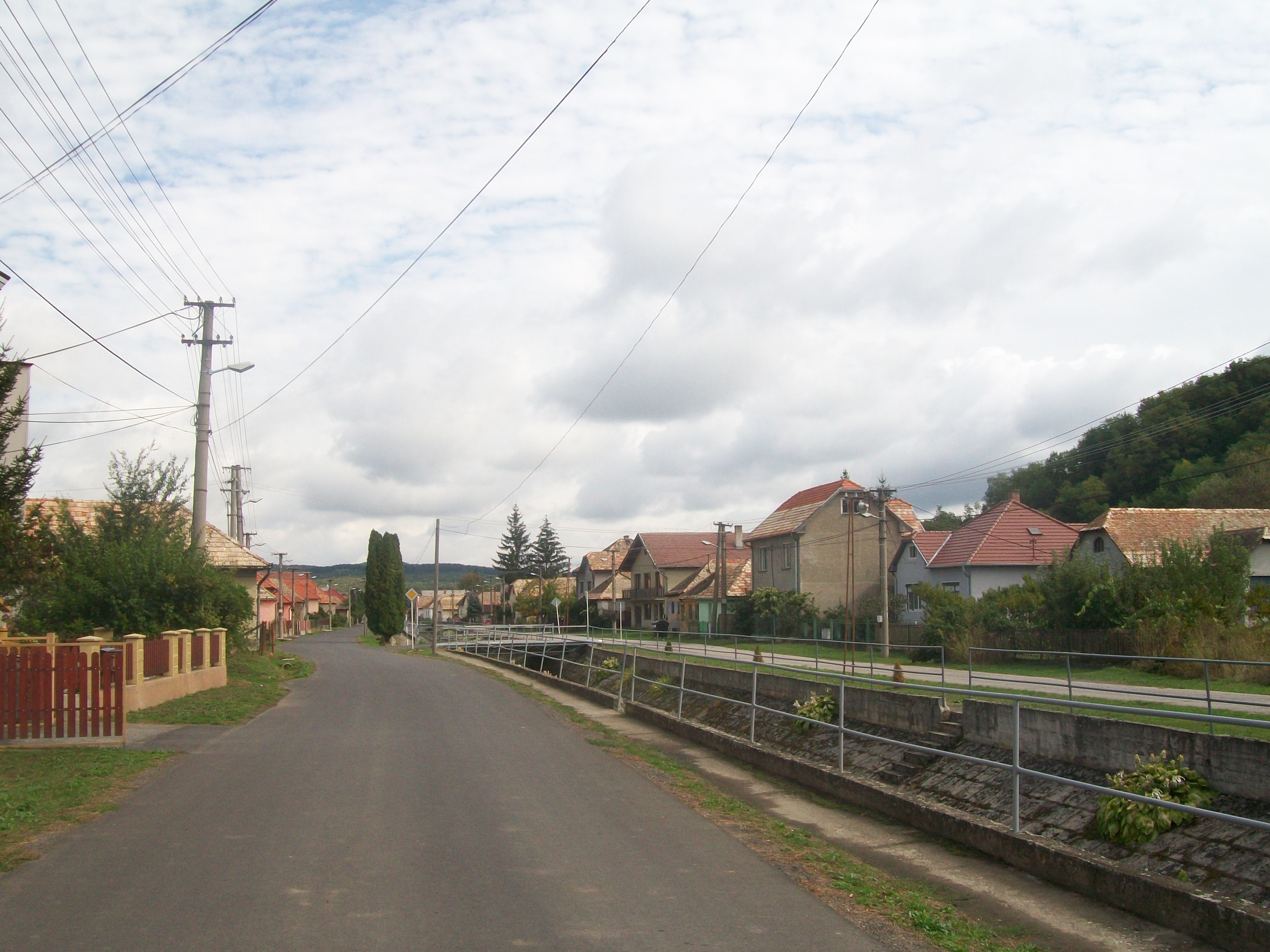
A fő utca
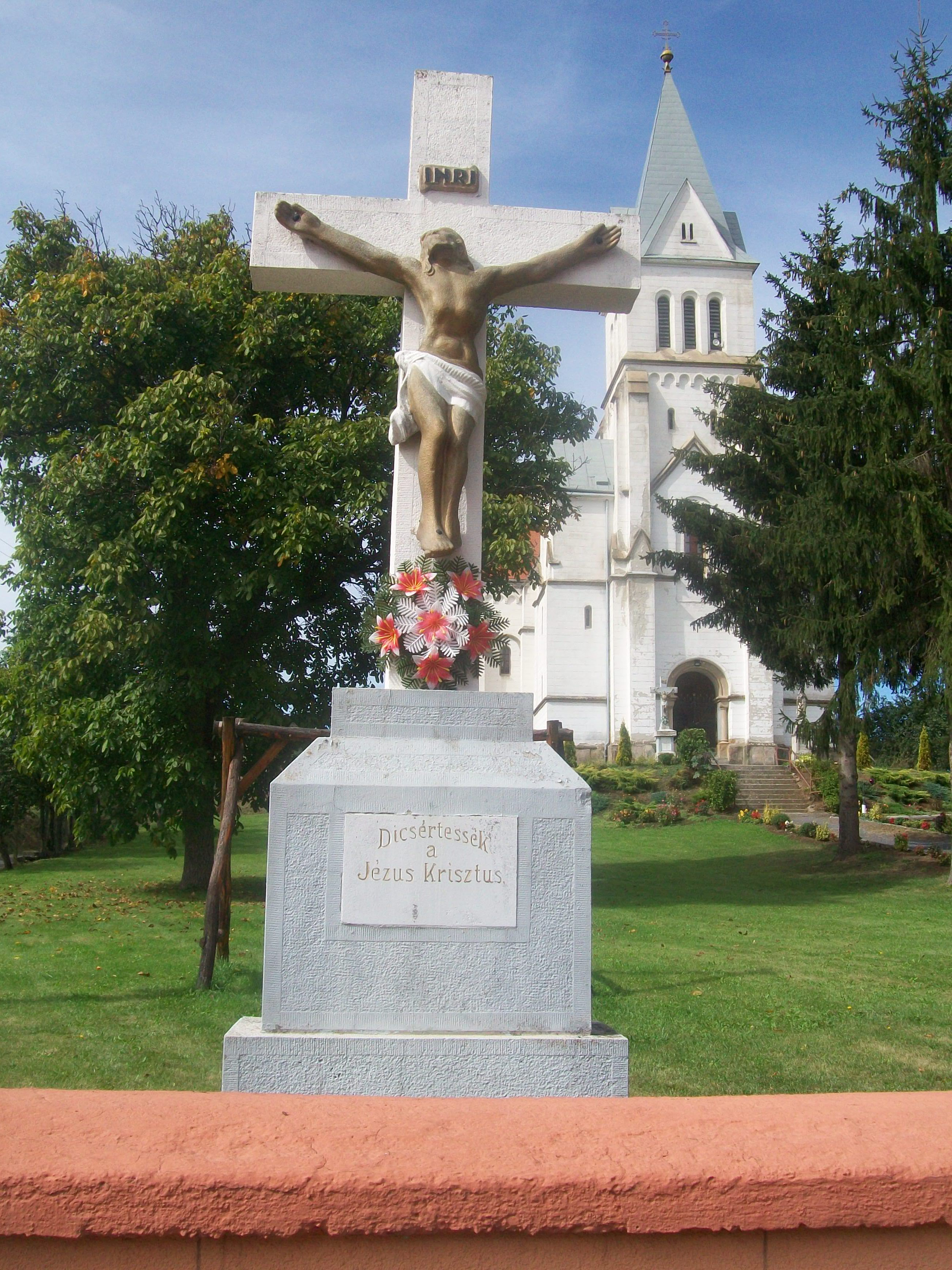
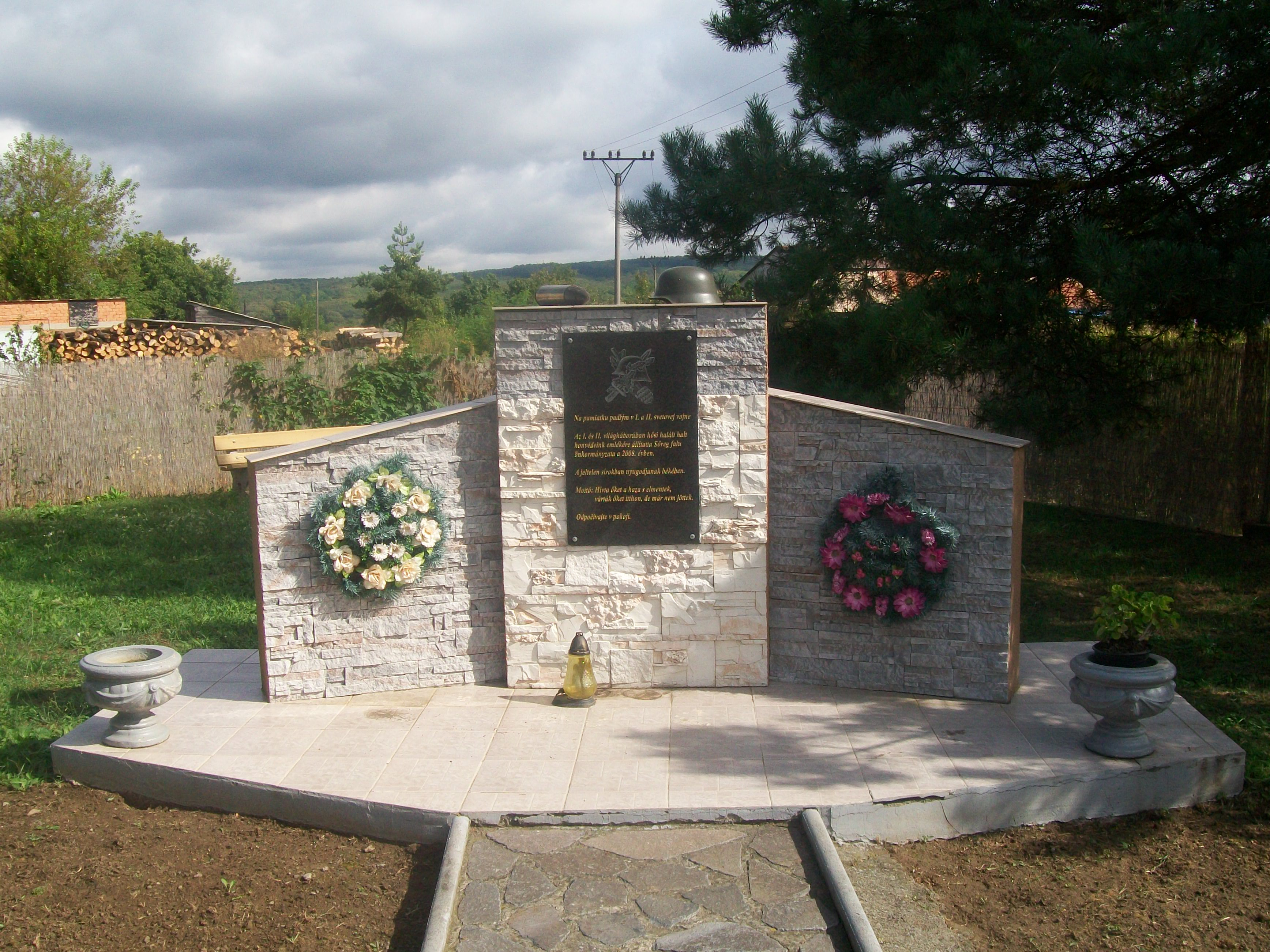
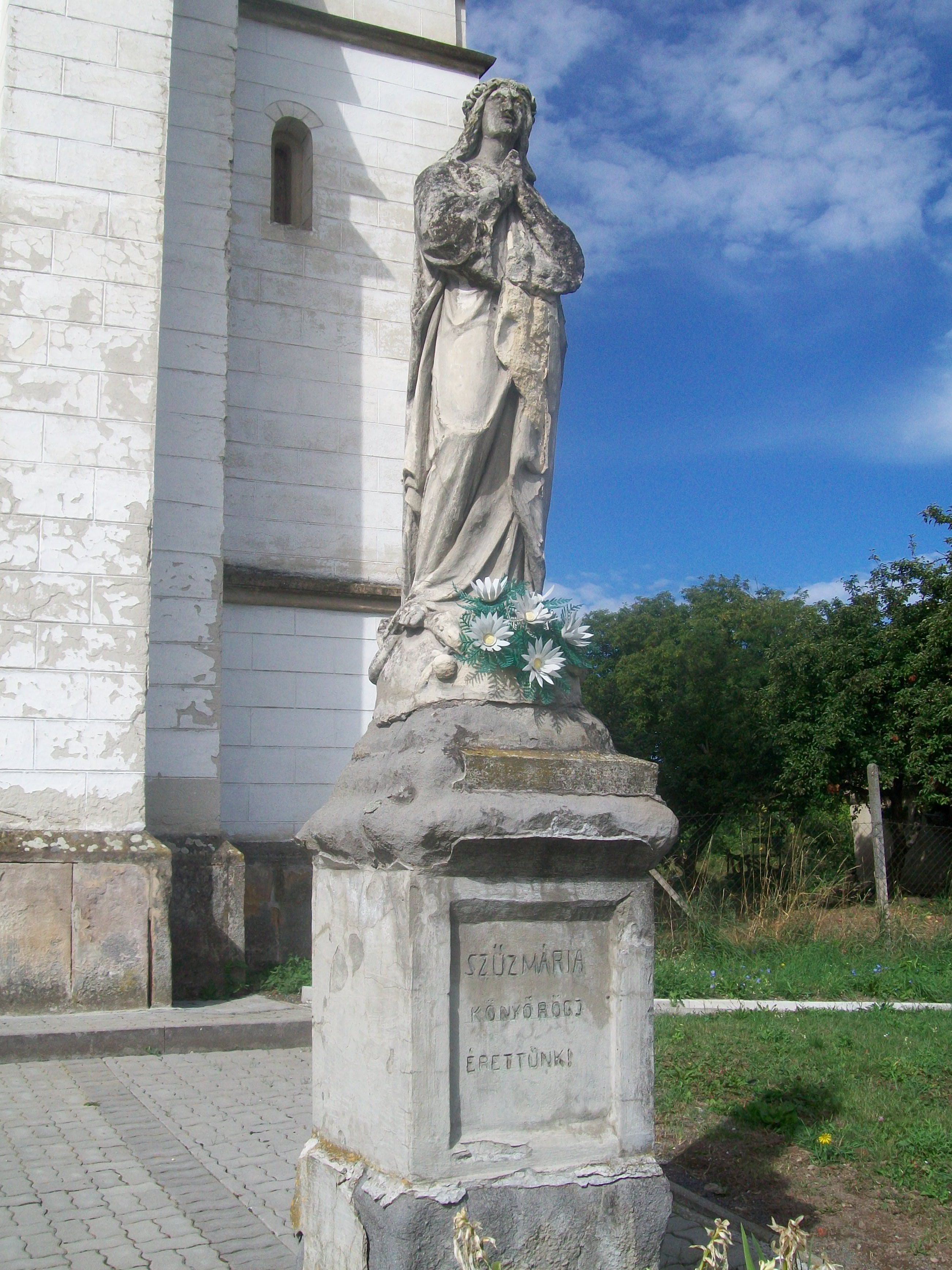
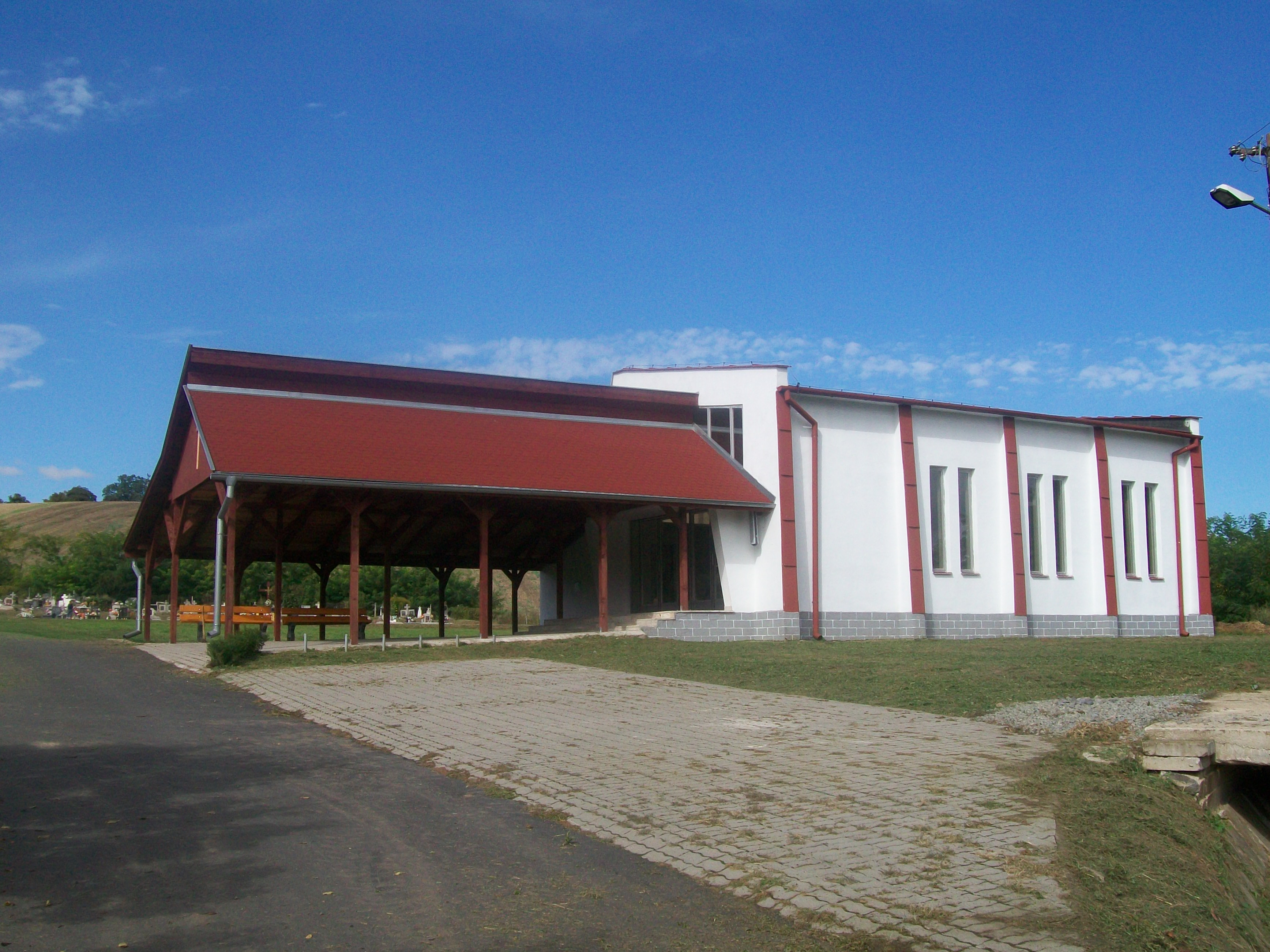

- A falu Római katolikus temploma 1868-ban épült neoromantikus stílusban
- A Bagolyvár romjai a falu felett állnak
- A Csomatelke patak folyik át a falun
- A falu fő utcája

## Külső hivatkozások
- E-obce.sk Archiválva 2010. június 8-i dátummal a Wayback Machine-ben
- Községinfó[halott link]
- Sőreg Szlovákia térképén